# Walter Schoonjans
Walter Schoonjans (né le 1er septembre 1956 à Gand,) est un coureur cycliste belge, actif dans les années 1970 et 1980.

## Biographie
Professionnel de 1979 à 1984, Walter Schoonjans a notamment remporté la Coupe Sels en 1981 ainsi que la Nokere Koerse en 1983. Il a également obtenu de bons résultats sur piste. 
Son petit frère Peter a lui aussi été coureur cycliste. 

## Palmarès

### Palmarès amateur
- 1976
  - Zesbergenprijs Harelbeke
  - 2e et 4eb étapes du Circuit franco-belge
  - 2e de Gand-Staden
  - 3e de l'Internatie Reningelst
- 1977
  - Grand Prix d'Affligem
  - Zesbergenprijs Harelbeke
  - 2e étape du Tour du Hainaut occidental
  - Gand-Wervik
- 1978
  -  Champion de Belgique de l'américaine amateurs (avec Dirk Heirweg)
  - Omloop van de Westhoek
  - Course des chats
  - Grand Prix d'Affligem
  - 1re et 4eb étapes du Circuit franco-belge
  - 2ea et 4e étapes du Tour du Limbourg amateurs
  - Gand-Wervik
  - 2e de la Flèche flamande
  - 3e du Tour du Limbourg amateurs

### Palmarès professionnel
- 1980
  - Ruddervoorde Koerse
  - 2e du championnat de Belgique de l'omnium
  - 2e du Prix de Saint-Amands
- 1981
  - Prix de Saint-Amands
  - Circuit des bords flamands de l'Escaut
  - Coupe Sels
  - 3e de la Puivelde Koerse
  - 3e de la Wanzele Koerse
  - 3e du Grote Prijs Dr. Eugeen Roggeman
- 1982
  - Circuit des bords flamands de l'Escaut
  - 2e du Circuit du Pays de Waes
  - 3e de l'Izegem Koers
- 1983
  - Nokere Koerse
- 1984
  - Ruddervoorde Koerse

## Résultats sur les grands tours

### Tour d'Italie
1 participation
- 1983 : abandon (10e étape)